# Fabián Orellana
Fabián Ariel Orellana Valenzuela (* 27. Januar 1986 in Santiago de Chile) ist ein ehemaliger chilenischer Fußballspieler.

## Karriere

### Verein
Orellana begann seine Profikarriere im Jahr 2005 bei Audax Italiano in Chile. Schon zuvor spielte er in deren Nachwuchsabteilung und wurde dort ausgebildet. Seine Schnelligkeit und seine Dribblings, in Verbindung mit seinem Torriecher und seiner geringen Körpergröße brachten Orellana den Spitznamen Robinho blanco (Der weiße Robinho) ein. Im Profiteam entwickelte er sich schnell zu einem Leistungsträger, was auch europäische Scouts bemerkten. Nachdem er drei Spielzeiten für den chilenischen Verein absolviert hatte, wechselte Orellana Mitte 2009 zu Udinese Calcio in Italien, von wo aus er sofort an Deportivo Xerez nach Spanien ausgeliehen wurde. Bei Xerez kam der Offensivspieler regelmäßig zum Einsatz. Sein Debüt in Spaniens erster Liga gab Orellana am 25. Oktober 2009 gegen CD Teneriffa, als ihn Trainer José Ángel Ziganda in der 57. Minute für Carlos Calvo Sobrado einwechselte. Trotzdem konnte er nicht den Abstieg in die Segunda División vermeiden. Im Sommer 2010 wechselte er zum FC Granada. Mit Granada stieg er 2011 in die Primera División auf. Daraufhin wurde er zur Saison 2011/12 an den Zweitligisten Celta Vigo verliehen. Auch mit Vigo konnte er in die höchste spanische Spielklasse aufsteigen.
Nachdem er nach dem Ende der Leihe ein halbes Jahr bei Granada gespielt hatte, kehrt er im Januar 2013 fest zu Vigo zurück. Im Januar 2017 wurde er an den FC Valencia verliehen. Zur Saison 2017/18 wurde er fest von Valencia verpflichtet.
Im Januar 2018 wurde er an den SD Eibar verliehen. Zur Saison 2018/19 wurde er fest von den Basken verpflichtet. 2020 wechselte Orellana dann zu Real Valladolid. Mit dem Abstieg verließ er den Klub und ging zurück in die chilenische Heimat, wo er sich CD Universidad Católica anschloss.

### Nationalmannschaft
Im Juni 2008 debütierte er im Länderspiel gegen Panama in der chilenischen A-Nationalmannschaft. Bereits zuvor spielte er für die Nachwuchsteams des Landes. Bei der Qualifikation zur WM 2010 konnte er mit Chile einen hervorragenden zweiten Platz hinter Gruppensieger Brasilien erreichen. Während der Qualifikation erzielte er in Santiago gegen Argentinien und in Medellín gegen Kolumbien zwei Tore. Das erste bedeutete den ersten Sieg der Chilenen gegen Argentinien in einem Qualifikationsspiel, das zweite sicherte ihnen das WM-Ticket. Im Mai 2010 wurde er in den Kader für die Fußball-Weltmeisterschaft 2010 berufen. Dort kam er bei der 1:2-Niederlage im Vorrundenspiel gegen Spanien zu einem 25-minütigen Kurzeinsatz. Im Viertelfinale schied das Team gegen Brasilien mit 0:3 aus.

## Titel und Erfolge
- Teilnahme an der Fußball-Weltmeisterschaft 2010 in Südafrika
- Aufstieg mit FC Granada in die Primera Division 2010/2011